# La Pobla de Cérvoles
La Pobla de Cérvoles és un municipi de la comarca de les Garrigues, situat a la província de Lleida.

## Escut
L'escut oficial del municipi té el següent blasonament: escut caironat; d'atzur, una pobla d'or acompanyada en punta de 2 cérvoles passant d'argent posades en pal. Per timbre, una corona mural de poble.
Va ser aprovat l'1 d'abril de 1985. El poble es va desenvolupar al peu d'un turó coronat pel castell de Cérvoles. Les armes són parlants: s'hi veu la pobla i dues cérvoles.

## Geografia
- Llista de topònims de la Pobla de Cérvoles (orografia: muntanyes, serres, collades, indrets...; hidrografia: rius, fonts...; edificis: cases, masies, esglésies, etc.).

## Interès turístic
La Pobla de Cérvoles té un gran interès turístic gràcies a la bellesa del seu paratge natural. Situat als peus de la serra de la Llena, comarca de les Garrigues, el poble disposa d'una casa de colònies, una casa rural, un molí d'oli, una antiga església i dos cellers. El celler de Mas Blanch i Jové té, a més de l'habitual visita a cellers i tasts de vins, una sèrie d'obres d'art disseminades per part de les seves terres en l'anomenada Vinya dels Artistes, amb obres dels més destacats artistes catalans contemporanis, com Josep Guinovart, Carlos Pazos, Evru, Frederic Amat, Carles Santos o Joan Brossa, o l'escultora austríaca Eva Lootz entre d'altres. També hi ha el Cérvoles Celler.

## Demografia
| 1497 f | 1515 f | 1553 f | 1717 | 1787 | 1857 | 1877 | 1887 | 1900 | 1910 |
| ------ | ------ | ------ | ---- | ---- | ---- | ---- | ---- | ---- | ---- |
| -      | -      | 22     | 98   | 514  | 727  | 806  | 868  | 790  | 766  |

| 1920 | 1930 | 1940 | 1950 | 1960 | 1970 | 1981 | 1990 | 1992 | 1994 |
| ---- | ---- | ---- | ---- | ---- | ---- | ---- | ---- | ---- | ---- |
| 748  | 709  | 551  | 458  | 420  | 314  | 213  | 208  | 210  | 210  |

| 1996 | 1998 | 2000 | 2002 | 2004 | 2006 | 2008 | 2010 | 2012 | 2014 |
| ---- | ---- | ---- | ---- | ---- | ---- | ---- | ---- | ---- | ---- |
| 198  | 218  | 212  | 224  | 238  | 250  | 245  | 240  | 245  | 220  |

| 2016 | 2018 | 2020 | 2022 | 2024 | 2026 | 2028 | 2030 | 2032 | 2034 |
| ---- | ---- | ---- | ---- | ---- | ---- | ---- | ---- | ---- | ---- |
| 206  | 191  | 189  | 209  | 205  | -    | -    | -    | -    | -    |

## Curiositats
- Hi va néixer Josep Espasa i Anguera, que fou un editor fundador de l'Editorial Espasa, editant l'enciclopèdia seva d'un volum per any.

## Llocs d'interès
- Casa Llobera
- Ecomuseu de l'Oli de la Pobla de Cérvoles.[4]
- Roure de la Cova d'en Palau
- Mas Blanch i Jové i Vinya dels Artistes